# Куликів-Білка
ФК «Куликів» — професійний футбольний клуб із селища Куликів Львівського району Львівської області, який виступає у Чемпіонат України з футболу: друга ліга. Заснований 2008 року. Переможець Прем'єр-ліги Львівської області 2011.

Колишня емблема клубу

## Футбол у Куликові
Команда Куликова вперше почала виступати у обласних змаганнях після Другої світової війни. До 1962 року Куликів був районним центром і, згідно існуючих тоді правил, мав гарантоване місце у чемпіонаті області. Але змагатися на рівних з лідерами футбольної Львівщини місцевим футболістам було не по силах. Хоча певні здобутки й були: у 1954 році «Колгоспник» став переможцем другої ліги, а через три роки такого ж успіху досягли гравці МТС. У 1960 році куликівський «Спартак» вийшов до фіналу Кубка області, де поступився армійцям Яворова. Тоді ця команда була своєрідним дублем львівського СКА, тому поразка з мінімальною різницею 1:2 була цілком прийнятним результатом для «спартаківців». Тим більше, що фінальний матч відбувся у Львові, на стадіоні СКА.
У 70-ті роки Куликів стає одним із флагманів сільського футболу Львівщини. Місцевий «Мотор», за підтримки керівництва Нестеровського райоб'єднання «Сільгосптехніка» та правління колгоспу імені Тімірязєва і базуючись в основному на власних вихованцях стає чемпіоном (1974 рік) та срібним призером (1975 рік) чемпіонату області ДСТ «Колос», фіналістом (1972, 1978 роки) та володарем (1976, 1977 роки) Кубка області ДСТ «Колос» на приз газети «Вільна Україна» та бере участь у республіканських змаганнях, представляючи сільський футбол Львівщини.
1987 рік став ще одним визначним роком в історії куликівського футболу. Саме тоді «Мотор» став володарем Кубка облагропрому, чемпіоном Львівщини серед команд другої ліги та вийшов до фіналу Кубка області, де в запеклій боротьбі на полі суперника поступився «Авангарду» (Жидачів) 2:3. Далі ще були два роки виступів у першій обласній лізі, а із здобуттям незалежності України у Куликові зупинилися фактично усі підприємства і розпочався занепад місцевого футболу. Хоча і в умовах економічної кризи було створено команду «Оліко», яка у 1995 році дійшла до фіналу Кубка району. У 2000 році було створено ФК «Куликів», який у 2001 році став фіналістом осіннього Кубка області ФСТ «Колос», однак 2004 року й він припинив своє існування. З цих пір і до червня 2008 року у Куликові футбольної дружини взагалі не було. В середині червня 2008 року з ініціативи ветеранів куликівського футболу та за підтримки усіх небайдужих до спорту номер один куликівців у селищі було створено Народну команду «Футбольний клуб „Куликів“».
30 липня 2023 року «Куликів» об'єднався з «Юністю» (Нижня-Верхня Білка) в один клуб під назвою «Куликів-Білка».

## Склад команди
Станом на 13 березня 2025  року відповідно до офіційної заявки на сайті ПФЛ
| №  | Поз. | Нац.    | Гравець                |
| -- | ---- | ------- | ---------------------- |
| 1  | ВР   | Україна | Роман Данкович         |
| 12 | ВР   | Україна | Дмитро Малоїд          |
| 79 | ВР   | Україна | Артем Денега           |
| 4  | ЗХ   | Україна | Тимофій Калинчук       |
| 11 | ЗХ   | Україна | Микола Квасний         |
| 14 | ЗХ   | Україна | Олег Береза            |
| 17 | ЗХ   | Україна | Василь Білий (капітан) |
| 21 | ЗХ   | Україна | Олександр Савошко      |
| 32 | ЗХ   | Україна | Олександр Дударенко    |
| 33 | ЗХ   | Україна | Олег Ничипоренко       |
| 74 | ЗХ   | Україна | Назар Грабовенський    |
| 88 | ЗХ   | Україна | Віталій Гайдучок       |

| №  | Поз. | Нац.    | Гравець            |
| -- | ---- | ------- | ------------------ |
| 6  | ПЗ   | Україна | Андрій Лебеденко   |
| 7  | ПЗ   | Україна | Віталій Патуляк    |
| 8  | ПЗ   | Україна | Дмитро Пентелейчук |
| 10 | ПЗ   | Україна | Олег Панасюк       |
| 20 | ПЗ   | Україна | Віталій Равлик     |
| 22 | ПЗ   | Україна | Сергій Копил       |
| 23 | ПЗ   | Україна | Даниїл Волков      |
| 70 | ПЗ   | Україна | Павло Малецький    |
| 99 | ПЗ   | Україна | Едвард Кобак       |
| 9  | НП   | Україна | Олег Кос           |
| 29 | НП   | Україна | Володимир Гладкий  |

## Виступи у чемпіонаті Львівської області
- 2008 рік — учасник першості ЛОО ФСТ «Колос» серед команд другої ліги.
- 2009 рік — учасник чемпіонату Львівщини серед команд першої ліги.
- 2010 рік — учасник чемпіонату Львівщини серед команд вищої ліги.
- 2011 рік — учасник чемпіонату Львівщини серед команд прем'єр-ліги.
- 2012 рік — учасник чемпіонату Львівщини серед команд прем'єр-ліги.
- 2013 рік — учасник чемпіонату Львівщини серед команд прем'єр-ліги.

ФК «Куликів» у чемпіонатах Львівщини
| Сезон  | Ліга                   | Ігри | Виграші | Нічиї | Програші | М'ячі  | Очки | Місце |
| ------ | ---------------------- | ---- | ------- | ----- | -------- | ------ | ---- | ----- |
| 2009   | Перша ліга Львівщини   | 22   | 14      | 2     | 6        | 44-23  | 44   | 5     |
| 2010   | Вища ліга Львівщини    | 22   | 18      | 1     | 3        | 95-28  | 55   | 1     |
| 2011   | Прем'єр-ліга Львівщини | 18   | 15      | 2     | 1        | 46-10  | 47   | 1     |
| 2012   | Прем'єр-ліга Львівщини | 26   | 13      | 5     | 8        | 43-28  | 44   | 3     |
| Всього | 4 сезони               | 88   | 60      | 10    | 18       | 228-89 | 190  |       |

## Статистика виступів на професіональному рівні
| Сезон   | Ліга      | М      | І  | В | Н | П | ГЗ | ГП | О  | Кубок України | Примітка |
| ------- | --------- | ------ | -- | - | - | - | -- | -- | -- | ------------- | -------- |
| 2024/25 | Друга «А» | 4 з 10 | 18 | 9 | 4 | 5 | 27 | 17 | 31 | 1/32 фіналу   |          |

## Досягнення
- чемпіон Львівської області 2012 року.
- переможець вищої ліги чемпіонату Львівщини 2010 р.
- переможець другої ліги першості ЛОО ФСТ «Колос» 2008 р.
- переможець міжнародного турніру «Кубок ФФЛ» 2010 р.
- фіналіст Кубку до ювілею ФФЛ 2010 р.
- фіналіст турніру «Меморіал Ернеста Юста» 2010 та 2011 р.р.
- фіналіст Кубка ЛОО ФСТ «Колос» «Осінь — 2008» 2008 р.
- володар Кубка ЛОО ФСТ «Колос» «Весна — 2009» 2009 р.